# 自偶电离
自偶电离（Molecular autoionization）是指同一物质的分子之间产生离子的反应。如果一种纯净的液体部分解离成离子，就被称为自偶电离。:163大多数情况下，这种反应中所有原子的氧化数不变。这种自偶电离可以是质子（H+
转移）或非质子的。

## 例子

### 质子溶剂
质子溶剂通常会发生一些自偶电离：
2 H
2O ⇌ H
3O+
 + OH−

由于其对水溶液的酸碱化学的影响，水的自偶电离得到了特别好的研究。

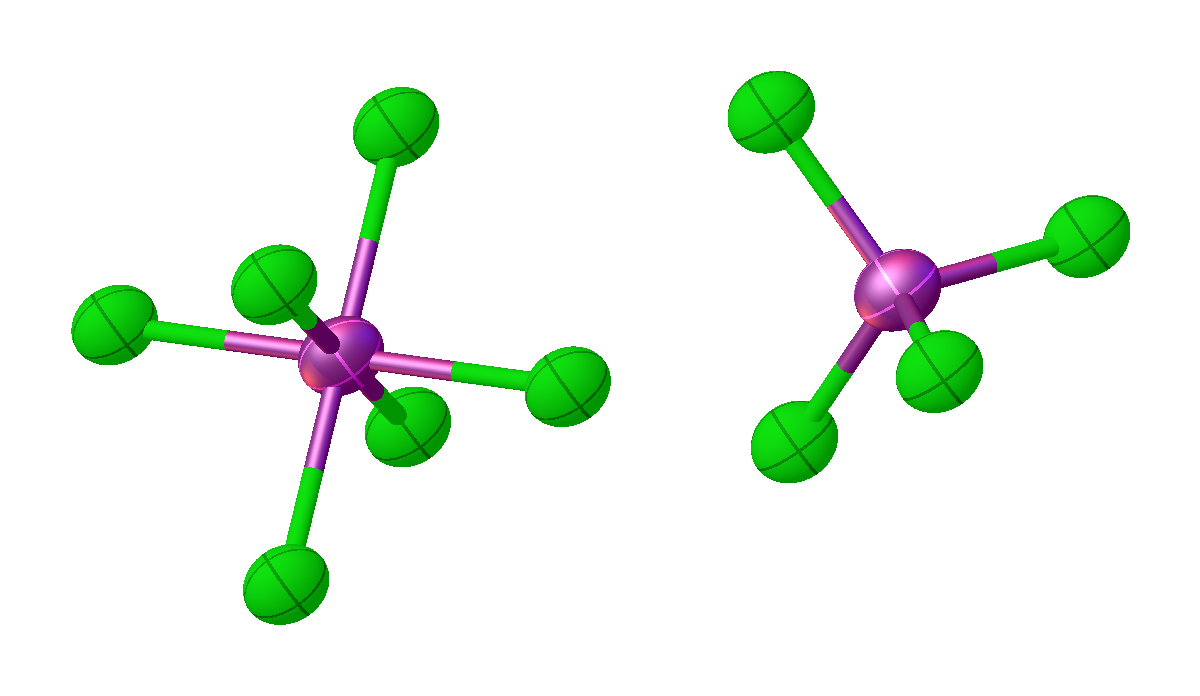
固体五氯化磷的结构，说明其会自偶电离成 PCl_{4}^{+}和PCl_{6}^{−}。

2 NH
3 ⇌ NH+
4 + NH−
2 :217
2 H
2SO
4 ⇌ H
3SO+
4 + HSO−
4 :223
3 HF ⇌ H
2F+
 + HF−
2 :221

这里两个HF之间的质子转移与F−
的同构结合和第三个HF形成HF−
2。

### 非质子溶剂
2 PF
5 ⇌ PF−
6 + PF+
4
N
2O
4 ⇌ NO+
 + NO−
3:217

这里氮的氧化数从（+4和+4）变为（+3和+5）。
2 BrF
3 ⇌ BrF+
2 + BrF−
4 :224
这些溶剂都具有奇原子序数的原子，要么是氮，要么是卤素。这些原子能够形成单电荷的非自由基离子（必须具有至少一个奇原子序数原子），这是最有利的自偶电离产物。前面提到的质子溶剂使用氢来发挥这个作用。在仅具有偶数原子序数的二氧化硫或二氧化碳等溶剂中，自偶电离作用会大大降低。

### 配位化学
自偶电离不仅限于纯液体或固体。金属配合物的溶液也表现出这种性质。例如，FeX2(Tpy)类型的化合物在自电离方面不稳定：[Fe(Tpy)2]2+ [FeX4]2−。